# University of Alaska Southeast
Die University of Alaska Southeast (auch UAS genannt) wurde 1972 gegründet und ist eine staatliche, regionale Universität in Juneau im Südosten des US-Bundesstaates Alaska. Sie ist der kleinste Standort im University of Alaska System. Außer dem Hauptcampus in Juneau unterhält sie Außenstandorte in Ketchikan und Sitka. Die Universität bietet mehrere Studienprogramme an. Neben den Studien mit Abschlussziel Bachelor, die lokal an der Universität stattfinden, existieren mehrere Fernkurse für die Erwachsenenbildung. Die UAS versteht sich auch als ein Förderinstrument der indigenen Bevölkerung Alaskas. Zusammen mit der Nationalgarde von Alaska betreibt die UAS ein großes Sportforum in Juneau.
Die Universität ist bekannt für ihre Freizeitaktivitäten wie Paddeln, Segeln, Angeln, Jagen, Wandern und Skifahren.

## Zahlen zu den Studierenden und den Dozenten
Im Herbst 2021 waren 1.997 Studierende an der UAS eingeschrieben (2020: 2.070). Davon strebten 1.757 (88,0 %) ihren ersten Studienabschluss an, sie waren also undergraduates. Von diesen waren 65 % weiblich und 35 % männlich; 3 % bezeichneten sich als asiatisch, 14 % als indianisch oder als Alaska-Ureinwohner, 1 % als schwarz/afroamerikanisch, 7 % als Hispanic/Latino und 55 % als weiß. 240 (12,0 %) arbeiteten auf einen weiteren Abschluss hin, sie waren graduates. Es lehrten 171 Dozenten an der Universität, davon 86 in Vollzeit und 85 in Teilzeit.